# Художественная галерея (журнал)

## О журнале
Печатный журнал «Художественная галерея» выходил в 2004, 2005, 2006, 2007, 2008 годах один раз в неделю. Печатался в Польше. Распространялся через Издательский дом «Бурда» и сеть киосков Роспечать. Объём журнала 32 страницы.
ISBN 0-7489-7465-2 (серия), ISBN 0-7489-2358-6. В коллекции 2004—2008 годов вышло 200 номеров.
В августе 2013 года состоялся перезапуск коллекции. Серия выходит в прежнем виде, с незначительными дополнениями. Порядок номеров изменён. Номер комплектуется небольшой репродукцией в рамке. В коллекции-2013 анонсировано 60 номеров.

## Содержание
Номер посвящался целиком одному из известных художников и рассказывал о важных событиях его жизни и творчества. Приводились иллюстрации лучших работ художника с комментариями к каждой работе. В ходе изложения материала давались дополнительные сведения о направлениях и основных понятиях в живописи.
Постоянные рубрики: «Жизнь и эпоха», где описывалась биография художника, этапы его творческого пути, события и личности, повлиявшие на его творчество, «Знаменитые работы» и «Шедевр» — самые известные работы художника с кратким описанием, «Стиль и техника», «Картинная галерея» и «Музеи мира» — рассказ про историю создания музея, так или иначе связанного с творчеством художника. «Воссоздаем работу художника» — современный художник пытается воссоздать фрагмент картины мастера, поясняя, как создавался шедевр.

## Список выпусков 2004—2008 годов
1. Моне
2. Рафаэль
3. Ренуар
4. Дега
5. Ван Гог
6. Гоген
7. Да Винчи
8. Сезанн
9. Рембрандт
10. Милле
11. Караваджо
12. Дали
13. Гойя
14. Микеланджело
15. Эль Греко
16. Пикассо
17. Курбе
18. Боттичелли
19. Тёрнер
20. Сёра
21. Рубенс
22. Тулуз-Лотрек
23. Руссо
24. Тициан
25. Делакруа
26. Модильяни
27. Дюрер
28. Лоррен
29. Кандинский
30. Энгр
31. Каналетто
32. Веласкес
33. Босх
34. Ян ван Эйк
35. Шагал
36. Репин
37. Тинторетто
38. Мунк
39. Брейгель
40. Мане
41. Джотто
42. Сислей
43. Кустодиев
44. Климт
45. Де Кирико
46. Фра Анджелико
47. Миллес
48. Врубель
49. Матисс
50. Моро
51. Давид
52. Суриков
53. Хогарт
54. Мазаччо
55. Гольбейн
56. Левитан
57. Ван Дейк
58. Сарджент
59. Фридрих
60. Поленов
61. Тьеполо
62. Хальс
63. Фрагонар
64. Васнецов
65. Шишкин
66. Поллок
67. Уистлер
68. Рейсдал
69. Борисов-Мусатов
70. Эрнст
71. Констебл
72. Брюллов
73. Дюфи
74. Беллини
75. Серов
76. Пуссен
77. Веронезе
78. Айвазовский
79. Боннар
80. Лейтон
81. Саврасов
82. Бронзино
83. Стаббс
84. Куинджи
85. Гейнсборо
86. Кассат
87. Тропинин
88. Белл
89. Пьеро Делла Франческа
90. Шарден
91. Уччело
92. Ван Дер Вейден
93. Ватто
94. Буше
95. Стен
96. Сиккерт
97. Матейко
98. Жерико
99. Блейк
100. Корреджо
101. Вермер
102. Рени
103. Редон
104. Россетти
105. Карраччи
106. Кипренский
107. Рейнолдс
108. Джорджоне
109. Мантенья
110. Утрилло
111. Писарро
112. Грис
113. Кокошка
114. Мурильо
115. Альтдорфер
116. Шиле
117. Дерен
118. Перов
119. Спенсер
120. Тенирс
121. Лемпицка
122. Коро
123. Кранах Старший
124. Сурбаран
125. Миро
126. Иванов
127. Бальдунг
128. Крамской
129. Бассано
130. Мемлинг
131. Фаттори
132. Головин
133. Ге
134. Венецианов
135. Йорданс
136. Пармиджанино
137. Верещагин
138. Снейдерс
139. Мункачи
140. Рибера
141. Федотов
142. Грюневальд
143. Карпаччо
144. Щедрин
145. Пюви де Шаванн
146. Шассерио
147. Андреа дель Сарто
148. Синьяк
149. Петров-Водкин
150. Ярошенко
151. Муха
152. Ла Тур
153. Марк
154. Карра
155. Домье
156. Менгс
157. Гирландайо
158. Пизанелло
159. Северини
160. Сомов
161. Штук
162. Лентулов
163. Бёклин
164. Рябушкин
165. Моризо
166. Кауфман
167. Васильев
168. Фуке
169. Чюрлёнис
170. Нестеров
171. Пиросмани
172. Лука Лейденский
173. Коровин
174. Синьорелли
175. Грез
176. Липпи
177. Хиросигэ
178. Гварди
179. Брак
180. Дуччо
181. Малявин
182. Сапунов
183. Браувер
184. Малевич
185. Массейс
186. Роза
187. Бакст
188. Ходлер
189. Хох
190. Юон
191. Добиньи
192. Ленен
193. Перуджино
194. Фюсли
195. Серебрякова
196. Левицкий
197. Машков
198. Сарьян
199. Цорн
200. Хокусай

## Список выпусков 2013—2015 годов
- № 1 — Клод Моне

- № 2 — Леонардо Да Винчи
- № 3 — Рафаэль Санти
- № 4 — Василий Поленов
- № 5 — Ян Вермер
- № 6 — Валентин Серов
- № 7 — Ван Рейн Рембрандт
- № 8 — Святослав Рерих
- № 9 — Диего Веласкес
- № 10 — Иван Крамской
- № 11 — Ван Эйк Ян
- № 12 — Орест Кипренский
- № 13 — Камиль Писсарро
- № 14 — Владимир Боровиковский
- № 15 — Питер Брейгель (старший)
- № 16 — Карл Брюллов
- № 17 — Пьер Огюст Ренуар
- № 18 — Сандро Ботичелли
- № 19 — Алексей Саврасов
- № 20 — Эдгар Дега
- № 21 — Кацусика Хокусай
- СПЕЦИАЛЬНЫЙ ВЫПУСК — Константин Юон
- № 22 — Густав Климт
- № 23 — Павел Федотов
- № 24 — Альбрехт Дюрер
- № 25 — Алексей Венецианов
- № 26 — Эжен Делакруа
- № 27 — Питер Пауль Рубенс
- № 28 — Микеланджело
- СПЕЦИАЛЬНЫЙ ВЫПУСК — Винсент Ван Гог
- № 29 — Михаил Врубель
- № 30 — Уильям Тёрнер
- № 31 — Зинаида Серебрякова
- № 32 — Антонис Ван Дейк
- № 33 — Каналетто
- № 34 — Василий Тропинин
- № 35 — Тициан Вечеллио
- № 36 — Архип Куинджи
- № 37 — Жан Огюст Доминик Энгр
- № 38 — Джон Милле
- № 39 — Исаак Левитан
- № 40 — Жан Оноре Фрагонар
- № 41 — Паоло Веронезе
- № 42 — Алексей Боголюбов
- № 43 — Антуан Ватто
- № 44 — Франсуа Буше
- № 45 — Василий Верещагин
- № 46 — Камиль Коро
- № 47 — Василий Суриков
- № 48 — Франсиско Гойя
- № 49 — Федор Рокотов
- № 50 — Караваджо
- № 51 — Василий Максимов
- № 52 — Эль Греко
- № 53 — Альфред Сислей
- № 54 — Александр Головин
- № 55 — Жан Батист Грёз
- № 56 — Тьеполо
- № 57 — Михаил Нестеров
- № 58 — Джон Констебл
- № 59 — Рейнолдс
- № 60 — Александр Иванов
- № 61 — Виктор Васнецов
- № 62 — Иван Айвазовский
- № 63 — Никола Пуссен
- № 64 — Борис Кустодиев
- № 65 — Джон Сарджент
- № 66 — Иван Шишкин
- № 67 — Уильям Хогарт
- № 68 — Борисов-Мусатов
- № 69 — Джордж Стаббс
- № 70 — Теодор Жерико
- № 71 — Федор Васильев
- № 72 — Ян Стен
- № 73 — Андре Дерен
- № 74 — Николай Ге
- № 75 — Одилон Редон
- № 76 — Тамара Лемпицка
- № 77 — Андрес Цорн
- № 78 — Хиросигэ
- № 79 — Казимир Малевич
- № 80 — Фредерик Лейтон
- № 81 — Александр Бенуа
- № 82 — Берта Моризо
- № 83 — Василий Перов
- № 84 — Анри Руссо
- № 85 — Кузьма Петров-Водкин
- № 86 — Россетти
- № 87 — Аркадий Рылов
- № 88 — Поль Синьяк
- № 89 — Аристарх Лентулов
- № 90 — Эдуард Мане
- № 91 — Сергей Виноградов
- № 92 — Анри де Тулуз-Лотрек
- № 93 — Сильвестр Щедрин
- № 94 — Константин Коровин
- № 95 — Поль Гоген
- № 96 — Илья Репин
- № 97 — Поль Сезанн
- № 98 — Наталья Гончарова
- № 99 — Жорж Пьер Сёра
- № 100 — Константин Сомов
- № 101 — Густав Курбе
- № 102 — Клод Лоррен
- № 103 — Ганс Гольбейн
- № 104 — Каспар Фридрих
- № 105 — Джеймс Уистлер
- № 106 — Франс Хальс
- № 107 — Джованни Беллини
- № 108 — Бронзино
- № 109 — Жан Батист Шарден
- № 110 — Паоло Уччелло
- № 111 — Гвидо Рени
- № 112 — Аннибале Карраччи
- № 113 — Джотто
- № 114 — Жак Луи Давид
- № 115 — Якопо Тинторетто
- № 116 — Якоб ван Рейсдал

## Аудитория
Представленный в журнале материал не требовал предварительных знаний в области искусства и был рассчитан на широкий круг читателей, интересующихся вопросами истории живописи. Журнал может служить неплохим источником знаний для самообразования.

## Повторный выпуск журнала
В 2010 году Издательский Дом ДеАгостини повторило выпуск некоторых номеров журнала «Художественная галерея» в серии «50 Художников. Шедевры русской живописи».
С 15 августа 2013 года коллекция перезапущена.